# Czarnoporek brązowiejący
Czarnoporek brązowiejący (Donkioporia albidofusca (Domański) Vlasák & Kout) – gatunek grzybów należący do rodziny żagwiowatych (Polyporaceae).

## Systematyka i nazewnictwo
Pozycja w klasyfikacji według Index Fungorum: Donkioporia, Polyporaceae, Polyporales, Incertae sedis, Agaricomycetes, Agaricomycotina, Basidiomycota, Fungi.
Po raz pierwszy opisał go w 1966 r. Stanisław Domański, nadając mu nazwę Poria albidofusca. Potem zaliczany był do różnych innych rodzajów. W 2010 r. Josef Vlasák i Jiří Kout po przeprowadzeniu badań filogenetycznych przenieśli go do rodzaju Donkioporia. Synonimy:
- Dichomitus albidofuscus (Domański) Domański 1971
- Poria albidofusca Domański 1966

Polską nazwę zarekomendował w 2003 roku Władysław Wojewoda dla synonimu Dichomitus albidofuscus. Jest niespójna z aktualną nazwą naukową.

## Morfologia
Owocnik
Jednoroczny, rozpostarty, lekko wypukły do płaskiego, początkowo w postaci małych, okrągłych plam, później szeroko rozpostarty, o grubości do 1,5 cm, w stanie świeżym miękki i lekko soczysty, po wyschnięciu kruchy, łamliwy, kurczący się i zwijający. Powierzchnia porów początkowo biaława, po zgnieceniu brązowa, z wiekiem i po wyschnięciu jasnobrązowa do jasnoumbrowej. Brzeg biały, zanikający z wiekiem, pory kanciaste i w niektórych miejscach nieregularne, gdy suche, 5–7 na mm, w niektórych miejscach większe. Subikulum białe do jasnoumbrowego, bledsze niż rurki. Warstwa rurek o grubości do 15 mm, tego samego koloru co subikulum.
Cechy mikroskopowe
System strzępkowy dimityczny; strzępki generatywne ze sprzążkami, bezbarwne, cienkościenne, o średnicy 1,5–2,5 µm, wzdłuż dissepimentów często z maczugowatym wierzchołkiem; strzępki łącznikowe drzewiaste z długimi, przypominającymi bicze zakończeniami i długą, nierozgałęzioną częścią podstawną, która po rozdrobnieniu wygląda jak strzępka szkieletowa, bezbarwne do bladożółtych, pełne do grubościennych, o średnicy 2,5-5 µm. Cystyd brak, ale są wrzecionowate cystydiole 20–25 × 3–5 µm. Podstawki maczugowate, 4-sterygmowe,12–20 × 4–6 µm, ze sprzążką bazalną. Bazydiospory podłużne, elipsoidalne do cylindrycznych, gładkie, bezbarwne, negatywne w odczynniku Melzera, 4–6 × 2,5–3 µm.
Płciowość
Jest heterotaliczny i tetrapolarny.

## Występowanie i siedlisko
W Polsce jest bardzo rzadki. Kilkukrotnie jego stanowisko podał Stanisław Domański w Puszczy Białowieskiej w latach 1966–1972. W późniejszych latach podano nowe stanowiska.
Nadrzewny saprotrof. Występuje w lasach na korze i drewnie drzew iglastych i liściastych. Powoduje intensywną białą zgniliznę drewna.